# Seconde révolution du livre
La seconde révolution du livre est une période de l'histoire du livre qui s'étend de la fin du XVIIIe siècle à la fin du XIXe siècle. Cette période est marquée par une série d'évolutions techniques importantes dans les processus d'édition, de fabrication et de distribution des livres. Ces évolutions s'inscrivent dans le cadre de la révolution industrielle.
L'appellation de « seconde révolution » a été retenue par référence à la « première révolution » que constitue l'utilisation du caractère mobile, au XVe siècle.
Les principaux changements techniques de l'époque sont : 
- les rotatives ;
- l'utilisation du bois pour la fabrication de la pâte à papier ;
- le papier continu ;
- les nouvelles techniques d'illustration, notamment la lithographie puis la photographie ;
- l'introduction d'une reliure semi-industrielle.

Ces évolutions réduisent les coûts et permettent une plus large diffusion du livre, qui s'écoule d'autant mieux que l'alphabétisation progresse.
L’idée de trois révolutions du livre a servi de titre à un colloque en 1998, puis à une exposition en 2002. Frédéric Barbier intitule la troisième partie de son Histoire du livre « la seconde révolution du livre et l'invention de la médiatisation de masse (années 1760-1914) ».

## Historique
La Révolution industrielle change radicalement tous les aspects de la production et de la manutention. Le domaine du livre n’en reste pas indifférent. C’est à la suite des changements importants ayant eu lieu dans le domaine de l’imprimerie que le livre vivra sa seconde révolution.

### L’influence de la presse
En France, au tournant de la Révolution, les journaux jouent un rôle de plus en plus grand dans la sphère publique. C’est par eux que les idées politiques circulent. Entre les sanctions des institutions en place et la liberté de presse qui devient un droit fondamental, la presse prend sa place dans la société.  Véritable moyen de mobilisation politique, la presse quotidienne est de plus en plus demandée auprès des gens de toutes classes sociales. Dans une époque en guerre, l’importance pour le peuple d’être informé des différents développements passe par la presse quotidienne. C’est par un abonnement annuel de 40 francs que la production était essentiellement soutenue, jumelée au profit fait sur les publicités insérées dans le journal. Relativement coûteux, ces journaux sont principalement lus par la bourgeoisie et les gens ayant de meilleurs moyens financiers. En 1863, Moïse Polydore Millaud révolutionne le modèle du journal quotidien et réussi à fidéliser une clientèle grand public. Pour ce, le Petit Journal, créé par Millaud, publiera des romans-feuilletons – des récits romanesques dont une petite partie était publiée chaque jour dans le quotidien– ainsi que des faits divers, et ce dans un ton qui est accessible pour un lectorat grand public. Axé sur le sensationnalisme et l’opinion, ce modèle journalistique permettra d’aborder différents sujets, la politique bien sûr, mais aussi des actualités locales et mondaines. Millaud change aussi le modèle de l’abonnement annuel pour modèle l’achat unitaire d’épreuve, donnant ainsi accès au journal à un lectorat d’origines et de moyens bien plus humble. Cette formule est un succès rapide. Entre 1863 et 1865, le tirage du petit journal passe de 38 000 à 259 000 exemplaires. La presse de masse voit donc le jour. Pour soutenir une demande de plus en plus grande, l’imprimerie doit adapter ses moyens de production.

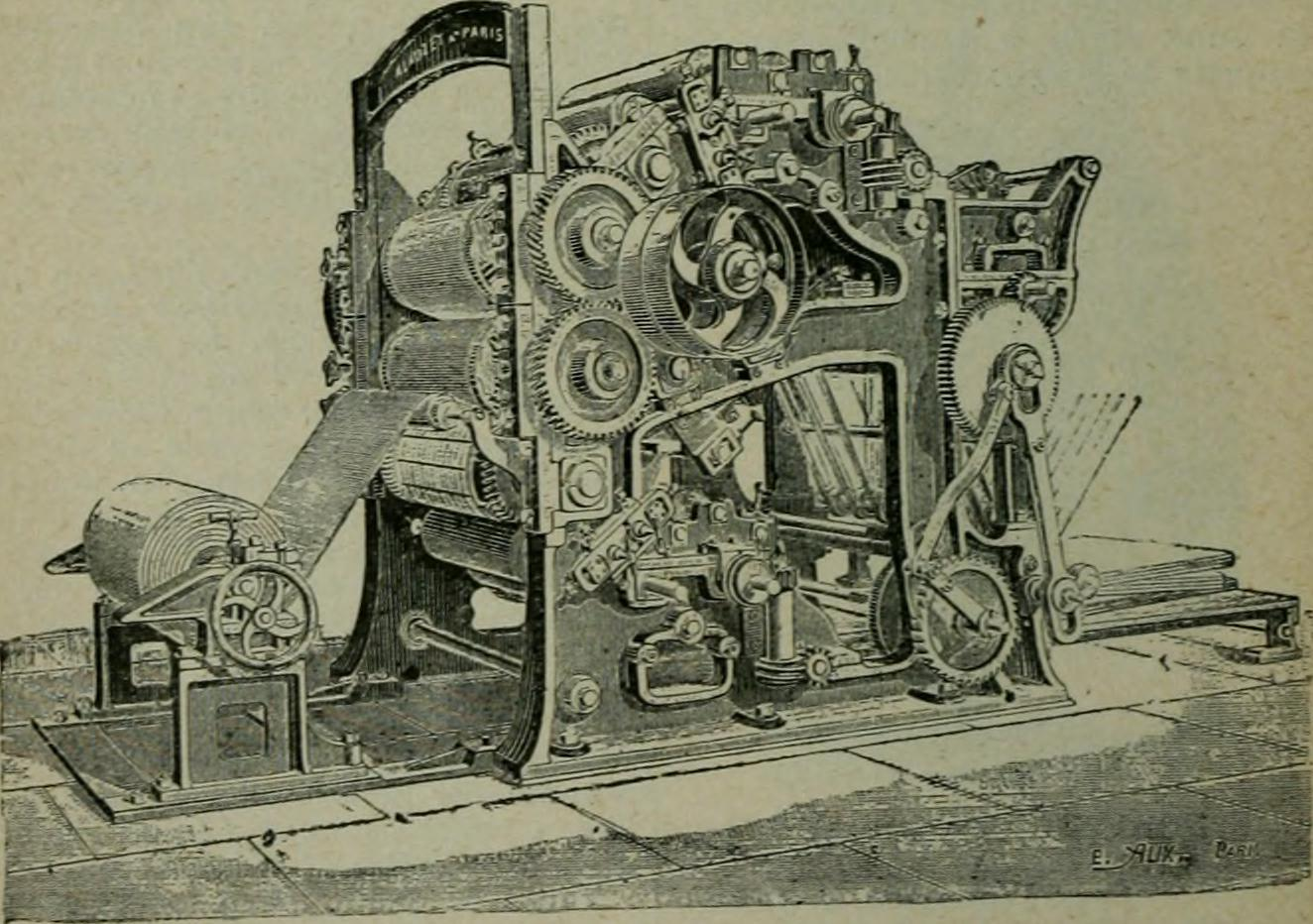
Exemple de presse rotative utilisée à la fin du 19e siècle.

### Révolution technologique
Lors de la Seconde révolution du livre, l’imprimante subit plusieurs modifications techniques. Poussés par la demande de plus en plus grande en journaux, les imprimeurs cherchent à augmenter la rapidité et l’efficacité de production. Au courant de la Révolution industrielle, plusieurs modèles d’imprimantes et de techniques d’impression de succèdent, tel que la linotype, la monotype, la photogravure et la similigravure. C’est toutefois avec l’apparition de la presse rotative que la rapidité de production change réellement. Premières presses qui ne sont pas actionnées par la force humaine, les Allemands Friedrich Koenig et Andreas Bauer utilisent la machine à vapeur pour faire fonctionner leur imprimante. C’est le quotidien britannique The Times qui est le premier, en 1814, à être imprimé avec cette nouvelle imprimante rotative à vapeur.
En parallèle de l’industrialisation de l’imprimante, les imprimeurs cherchent aussi à rendre la production du papier moins coûteuse. À l’époque, le papier était principalement fait de coton et de lin, des matériaux coûteux à cause de leur rareté. Sans un papier plus abordable, la production ne peut suivre la demande. C’est pourquoi en 1850, The Times lance un concours offrant une récompense de £1,000 pour la découverte ou l’invention d’une alternative pour la fabrication du papier. La réponse à ce besoin sera trouvée dans le papier à base de pulpe de bois.

## Le livre de la Seconde Révolution

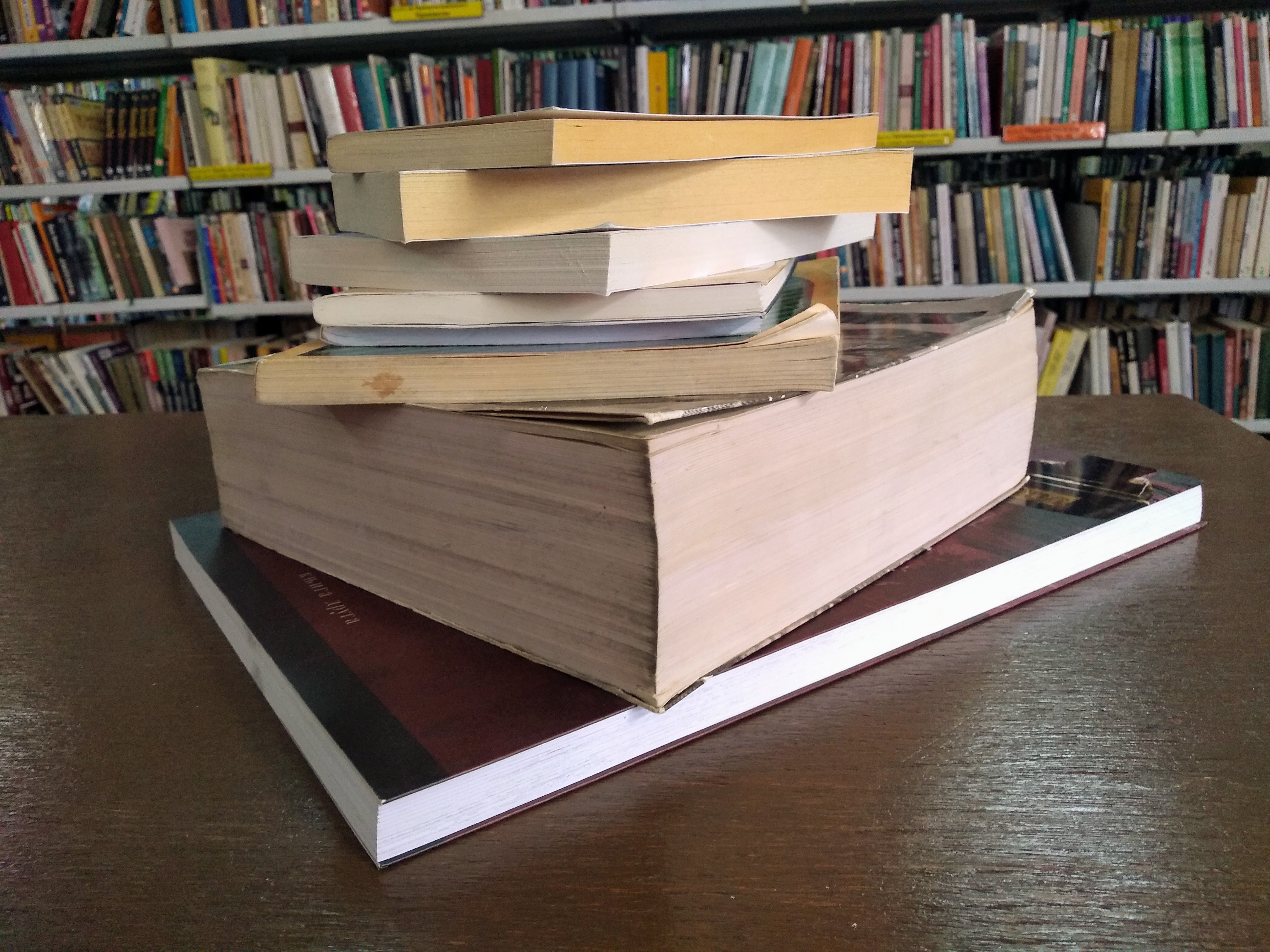
Différents formats de livres brochés

La révolution du livre semble tardive, car elle dépend de toute la révolution subite précédemment par la presse. Avant 1830, date de l’apparition du livre bon marché, le livre demeure coûteux à acheter. Or, avec l’alphabétisation de la population et la popularité de plus en plus grande du roman-feuilleton, la littérature atteint un tout autre niveau de diffusion. L’enthousiasme pour le modèle du roman-feuilleton fait pression sur le marché de l’édition traditionnelle, qui doit s’adapter au nouveau marché. Alors que des œuvres d’auteurs, tels que Dumas, apparues sous forme de roman-feuilleton commencent à être publiées sous forme d’« œuvre complète », des éditeurs se spécialisent dans la publication de romanciers populaires. Vers 1870, avec l’industrialisation de l’imprimerie et un nouveau marché littéraire, le livre physique voit de nouveaux modèles être offerts, plus petits, moins durables, mais très bon marché, dont l’impression peu coûteuse permet un tirage élevé et une très grande diffusion. Le livre broché, ou « mass market paperback » selon le modèle anglais, devient si populaire, qu’il est l’un des formats de livre plus répandu au 20e siècle.

## Sources
- Dominique Kalifa, La culture de masse en France, Paris, La Découverte, coll. « Repères », 2001, 6–22 p. (ISBN 978-2-7071-3515-5), « I/Les révolutions de l'imprimé »
- Frédéric Barbier, Histoire du livre en Occident, Paris, Armand Colin, coll. « Mnémosya », 2020, 317–339 p. (ISBN 978-2-200-62288-6), « Chapitre 3. Le XIXe siècle industriel »
- Christophe Charle, La dérégulation culturelle, Paris cedex 14, Presses Universitaires de France, coll. « Hors collection », 2015, 87–128 p. (ISBN 978-2-13-054540-8), « Chapitre 2. Les mutations du livre »
- Jean Quéniart, Les Français et l'écrit (XIIIe – XIXe siècle), Vanves, Hachette Education, coll. « Carré Histoire », 1998, 20–36 p. (ISBN 978-2-01-145009-8), « 2 - Les débuts du livre imprimé »
- Catherine Laulhère et Thierry Dubus, La fabrication, Paris, Éditions du Cercle de la Librairie, coll. « Pratiques éditoriales », 2012, 85–97 p. (ISBN 978-2-7654-1013-3), « V. L’impression »
- Rob Banham, A Companion to the History of the Book, Wiley, 16 septembre 2019, 1re éd., 453–469 p. (ISBN 978-1-119-01817-9), « The Industrialization of the Book 1800–1970 »
- Richard Leslie Hills, Papermaking in Britain 1488-1988: A Short History, Bloomsbury Publishing, 19 novembre 2015 (ISBN 978-1-4742-4128-1)